# Silent Storm (sång)
Silent Storm är en låt av den norska artisten och glasmästaren Carl Espen. Låten vann Norsk Melodi Grand Prix 2014 och gick som Norges representant i Eurovision Song Contest 2014. Där tävlade den i den andra semifinalen ut som nummer 3 och han gick till finalen den 10 maj där han slutade på en 8:e plats med 88 poäng.

### Fotnoter
1. ↑  Granger, Anthony (11 maj 2014). ”Norway: Carl Espen Has Won”. Eurovoix.com. http://eurovoix.com/2014/03/15/norway-carl-espen-has-won/. Läst 15 mars 2014.